# Protein thủy phân
Protein thủy phân là một dung dịch được tạo ra bằng cách thủy phân một protein thành các amino acid và chuỗi peptide thành phần của nó. Có nhiều cách để tạo dung dịch này, cách phổ biến nhất vẫn là đun thật lâu với acid hydrochloric (HCl). Đôi khi cũng sẽ dùng enzyme thủy phân như protease tuyến tụy để xúc tác phản ứng thủy phân tự nhiên.

## Cách dùng
Thủy phân protein là một cách hữu dụng để tinh chế  amino acid. Một số ví dụ là cystine từ thủy phân tóc, tryptophane từ casein, histidine từ tế bào hồng cầu, và arginine từ gelatin
Một số sản phẩm thủy phân phổ biến là protein rau củ thủy phân và chiết xuất nấm men, hai thứ này được dùng để làm hương liệu (chất điều vị) bởi vì phản ứng thủy phân protein tạo ra acid glutamic tự do. Một số bột protein thịt bò thủy phân được sử dụng cho các chế độ ăn đặc biệt.
Thủy phân protein có thể được sử dụng để làm thay đổi hoạt tính gây dị ứng trong sữa công thức. Việc chia nhỏ protein như vậy có thể được sử dụng để tạo sữa công thức phù hợp với trẻ em bị dị ứng sữa. Vào năm 2017, FDA Hoa Kỳ đã chấp thuận một nhãn mác cho cách dùng này của protein thủy phân không hoàn toàn, nhưng một phân tích tổng hợp vào cùng năm đã chỉ ra sự thiếu bằng chứng cho cách dùng này.
Protein thủy phân cũng có thể được dùng trong một số thức ăn cho thú cưng, đặc biệt là thức ăn cho chó bị dị ứng một số loại protein trong thức ăn cho chó thông thường. Protein trong thức ăn sẽ được phân huỷ thành các chuỗi peptide giúp làm giảm khả năng xảy ra phản ứng dị ứng. Chế độ ăn gồm protein thủy phân cũng được khuyến nghị cho mèo bị dị ứng thức ăn hoặc vấn đề tiêu hoá.